# Ерміт рудогрудий
Ермі́т рудогрудий (Phaethornis syrmatophorus) — вид серпокрильцеподібних птахів родини колібрієвих (Trochilidae). Мешкає в Андах.

## Опис

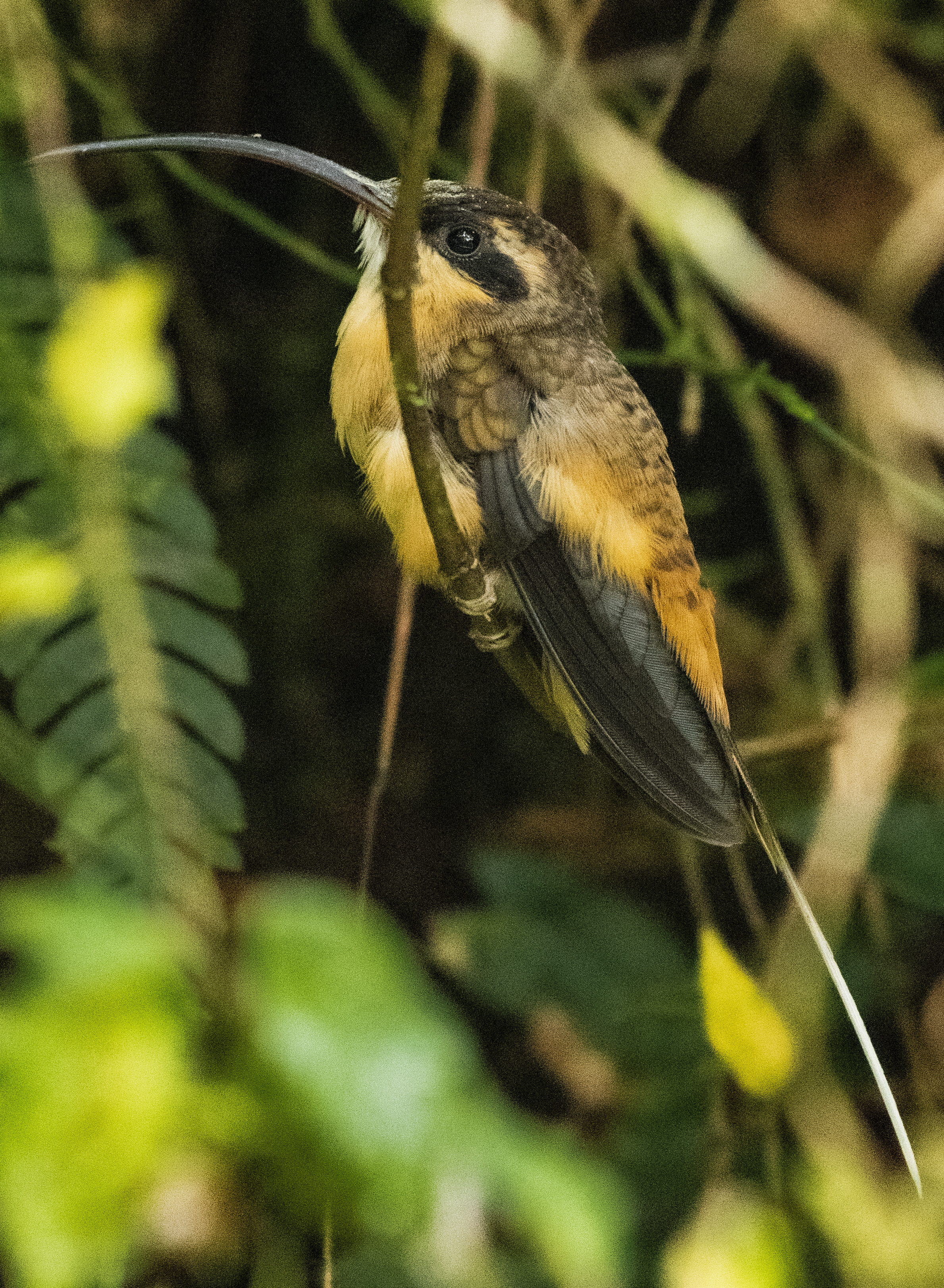
Рудогрудий ерміт

Довжина птаха становить 14 см, вага 5-7 г. Верхня частина тіла оливково-зелена, верхня частина голови дещо темніша, надхвістя рудувато-оранжеве. Через очі ідуть широкі чорнуваті смуги, окаймлені охристими або білуватими "бровами" і "вусами". Нижня частина тіла жовтувато-оранжева, хвіст чорний, стернові пера мають яскраво-оранжеві кінчики. Дзьоб довгий, вигнутий, чорний, знизу червоний з чорним кінчиком. У самиць дзьоб більш вигнутий, ніж у самців, а крила коротші. У молодих птахів пера на верхній частині тіла мають блідо-охристі края, що формує лускоподібний візерунок.

## Підвиди
Виділяють два підвиди:
- P. s. syrmatophorus Gould, 1852 — Західний хребет Анд в Колумбії і Еквадорі;
- P. s. columbianus Boucard, 1891 — Центральний і Східний хребти Анд в Колумбії, Еквадорі та північному Перу.

## Поширення і екологія
Рудогруді ерміти мешкають в Колумбії, Еквадорі і Перу. Вони живуть в підліску вологих гірських і хмарних тропічних лісів та на узліссях, переважно на висоті від 1000 до 2400 м над рівнем моря, іноді на висоті від 750 до 3100 м над рівнем моря. Ведуть переважно осілий спосіб життя. Живляться нектаром квітів, пересуваючись за певним маршрутом, а також дрібними комахами і павуками. Сезон розмноження триває переважно з березня по серпень. Гніздо конусоподібне, робиться з рослинних волокон, сухого листя і павутиння, підвішується до нижньої сторони листа. В кладці 2 яйця.